# 베어파우
베어파우(BEARPAW)는 미국의 신발 브랜드이다. 대한민국에서는 (주)윙스풋에서 아시아 독점 라이센스를 취득하여 운영하고 있다.
양털부츠를 시작으로 지금은 전 시즌에 맞는 다양한 신발을 포함해 패션쪽 카테고리 전반적으로 확장하고 있다.

## 역사
- Tom Romeo는 2001년, 양피와 천연소재를 사용한 신발 브랜드 베어파우를 런칭하면서부터 시작되었다.
- 대한민국에서는 2007년 (주)윙스풋과의 계약으로 현재(2024년)까지도 진행되고 있다.
- 2021년 기준 브랜드 20주년을 맞았다.
- 2021년 기준 공식 로고가 변경되었다.

## 광고모델
- 2010:카라(KARA)
- 2011:민효린
- 2016:송하윤

## 같이 보기
- 윙스풋